# Chlorophyllum molybdites
Зеленоспората сърнела (Chlorophyllum molybdites) е несмъртоносно отровна гъба предизвикваща тежки стомашно-чревни разстройства и диария. Разпространена е в Северна Америка, но не е изключено да се среща и по нашите земи, поради зачестилите случаи на натровени гъбари твърдящи, че са консумирали сърнела.

## Описание
Внушителна гъба чиято шапка може да достигне диаметър до 40 см, полусферична със сплескан връх. Шапката е белезникава на цвят с груби кафеникави люспи. Ламелите са свободни и бели, обикновено стават тъмни и зелени при стареене. Пънчето може да бъде високо до 25 см. с характерния пръстен. Много близка е до червенещата сърнела. Подобно на нея шапката и е покрита с кестеново кафяви люспи. Липсва украската на пънчето тип „змийска кожа“ както при обикновената сърнела. Основен и единствен начин да се предпазим от зеленоспората сърнела е да направим „споров отпечатък“ върху бял лист на набраните гъби. Той трябва да е кафеникав. Наличие на зеленикав цвят в споровия отпечатък е сигурен признак, че става въпрос за зеленоспора сърнела.